# 성완경 (성우)
성완경(1966년 6월 25일 ~ )은 대한민국의 성우이다. 1992년 KBS 23기 공채 성우로 데뷔하였다.

## 개요
연극배우로도 활동하여 2004년에 뮤지컬 《가시고기》의 아버지으로 출연하였다.

## 출연 작품

### 애니
- GTO (투니버스) - 오니즈카 에이키치
- Z.O.E (애니원) - 반돌폼 / 래리
- 가이스터즈 (MBC) - 알키온
- 강철수염과 게으른 동네 (EBS) - 스포르타
- 강철의 연금술사 (애니원) - 로이 머스탱
- 강철의 연금술사 리메이크 (애니박스) - 로이 머스탱
- 강철의 연금술사 극장판 (애니원) - 로이 머스탱
- 개구리와 친구들 (EBS) - 해설
- 건방진 천사 (투니버스) - 소가 겐조
- 그리스 로마 신화 전설의 수호자들 (EBS) - 카드모스
- 기갑경찰 메탈잭 (투니버스) - 트로이탈
- 기동무투전 G건담 (투니버스) - 데이먼 / 데이먼 캐쉬
- 기동전사 건담 SEED (애니원) - 라우 르 크루제
- 기사 제인과 말썽꾸러기 용 (EBS) - 드래곤
- 깜짝친구 부우! (EBS) - 으르렁 호랑이
- 나의 히어로 아카데미아 (애니박스) - 올마이트
- 나루토 (투니버스) - 모모치 자부자
- 누들누드 - 내레이션(선배의 충고) / 관리자 A / 학생 B
- 데블파이터 (KBS) - 샌드맨 / 스핑크스
- 동쪽의 에덴 (투니버스) - 모노노베 다이쥬
- 드래곤볼 - 손오반
- 더 파이팅 (투니버스) - 하민태 / 민강식
- 디지몬 어드벤처 (KBS) - 가루루몬, 워가루몬, 메탈가루몬, 묘티스몬, 피에몬 등
- 디지몬 크로스워즈 (챔프) - 스플래시몬
- 디트로이트 락 시티 (KBS) - 트립
- 또봇 V (KBS) - 드래곤
  - 또봇 V 2기 (KBS) - 레오카이저
- 라제폰 (챔프) - 이츠키
- 레스톨 특수구조대 (KBS)
- 레이브 (투니버스) - 슈다 / 론/ 데페
- 마법신화 라그나로크 (SBS) - 이르가
- 마법소녀 위치 시즌1 (SBS) - 포보스
- 머털도사 (EBS) - 왕질악 도사
- 명탐정 코난 (투니버스) - 설기호, 이호경, 우태규, 신영훈, 강칠수, 김명성
- 명탐정 코난: 감벽의 관 (투니버스) - 남재한
- 명탐정 코난: 천공의 난파선 (투니버스) - 마석규 기자
- 몬스터 (투니버스) - 바데만
- 무적코털 보보보 (투니버스) - 보보보보 보보보
- 미안하다 사랑한다 (VOD) - 차무혁
- 바람의 검심 (애니원) - 시시오 / 아라이 세쿠 外
- 바이스 크로이츠 (투니버스) - 브래드 크로포드
- 버키와 투투 (KBS) - 버키
- 베르사이유의 장미 (EBS) - 아랑
- 베르세르크 극장판 (애니박스) - 가츠
- 부기팝은 웃지 않는다 (투니버스) - 만티코아팬텀
- 블리치 (투니버스) - 자라키 켄파치
- 뿡야뿡야 왕바우 (애니원) - 마로
- 세토의 신부 (투니버스) - 마사
- 셰익스피어 명작만화 (SBS) - 클라우드(윌리엄 텔의 모험) / 단역(뜻대로 하세요, 몽테크리스토 백작)
- 수호요정 미셸 (KBS) - 부기
- 슈팅 바쿠간 BG (투니버스) - 크로서스 드래곤
- 스쿨럼블 (애니원) - 하리마 켄지
  - 스쿨럼블 OVA 1학기 보충수업 (애니원) - 하리마 켄지
- 슬램덩크 (SBS) - 성현준
- 썸머워즈 (투니버스) - 와비스케
- 신비아파트 시리즈 - 귀도 곤
- 아이들이 사는 성 (EBS) - '답게? 답게!'편 왕, 마을사람4, 왕국어른5
- 아짱 쥬리 (SBS) - 피기 / 교장 선생님
- 아이언 키드 (KBS) - 가프
- 알라딘 (KBS)
- 에어마스터 (투니버스) - 츠키오
- 열대펭귄 페닝 (MBC) - 리처드
- 올림포스 가디언 (SBS) - 피네우스
- 와라! 편의점 (투니버스) - 허세강
- 요절복통 탈리스의 모험 (EBS) - 모디
- 우정의 그라운드 (KBS) - 불량배
- 원피스 (KBS, 투니버스) - 스모커(KBS판), 테조로(길드)
- 유령성의 오싹오싹 이야기 (EBS) - 스튜
- 유유백서 (챔프) - 마철반
- 은하축구 챔피언 (EBS) - 휴이
- 이누야샤 (투니버스, 애니원, 챔프) - 류세이
- 인형 보물섬 (KBS)
- 정의의 용사 카봇 (KBS) - 마하 앨러트 / 가스컹크 / 제이 세븐(나중) / 빌드 사이클론 / 엑스카 / 카운터 애로우 / 브레이버 맥시무스
- 채채퐁 김치퐁 (KBS) - 골렘 / 소라가리
- 천공전사 젠키 (투니버스) - 마무치
- 체포하겠어 (투니버스) - 김도일
- 초인 로크 - 신세기 블루스 (투니버스) - 란
- 미니특공대 (EBS) - 나인
- 최종병기 그녀 (애니원) - 슈지
- 카우보이 비밥 천국의 문 (투니버스)
- 코라의 전설 (니켈로디언) - 아몬
- 타이의 대모험 (SBS)
- SPY×FAMILY (애니플러스) - 국가보안국 중위
- 탐정학원 Q (투니버스) - 형사
- 탱구와 울라숑 (KBS) - 그라켄
- 토리코 (카툰네트워크) - 토리코
- 토리코 극장판: 출발! 구르메 어드벤처!! (카툰네트워크) - 토리코
- 극장판 토리코: 미식신의 스페셜메뉴 - 토리코
- 토리코X원피스 : 최강의 콤비 (카툰네트워크) - 토리코
- 트랜스포머 프라임 (EBS) - 옵티머스 프라임
- 트리니티 블러드 (투니버스) - 레온
- 파워캐치 완다 - 그레이트
- 팽이대전 G블레이드 (SBS) - 마이클 / 보리스
- 하얀마음 백구 (SBS) - 조련사
- 하얀 물개 (EBS) - 아빠
- 하이큐!!(극장판, 애니맥스) - 우카이 케이신
- 해파리 공주 (챔프) - 슈

### 극장판 애니메이션
- 마다가스카 2 - 알렉스
- 벼랑 위의 포뇨 - 포뇨의 아버지, 후지모토
- 애니매트릭스 (SBS) - 탐정(제임스 아놀드 테일러)
- 원피스 필름 골드 - 테소로
- 짱구는 못말려 극장판: 어른 제국의 역습 - 켄
- 짱구는 못말려 극장판: 폭풍을 부르는 정글 - 파라다이스 킹
- 천공의 성 라퓨타 - 무스카
- 타이밍 - 양성식
- 폭풍우 치는 밤에 - 늑대 '가브'
- 하이큐!! 재능과 센스 - 우카이 케이신
- 환상마전 최유기 극장판: 선택받지 못한 자에게 바치는 진혼가 (애니원) - 오도완
- 극장판 포켓몬스터: 정글의 아이, 코코 - 아빠 자루도
- 극장판 콩순이: 장난감나라 대모험 - 또봇 레오카이저

### 외화
- 007 살인면허 (KBS) - 산체스 (로버트 다비)
- 007 네버 다이 (KBS) - 스탬퍼 (고츠 오토)
- 102 마리 달마시안 (KBS) - 캐빈 (요안 그리피드)
- 3000 마일 (SBS) - 잭
- OK목장의 결투 (KBS) - 바텐더(에단 레이드로)
- 게놈 프로젝트 (KBS) - 버크
- 경천 12시 (KBS) - 테러범(누학현)
- 고스트 독 (SBS) - 고스트 독 (포리스트 휘터커)
- 골든 게이트 (KBS) - 케빈 워커 (맷 딜런)
- 그레이 아나토미 (KBS) - 알렉스 카레프 (저스틴 체임버스)
- 기사 윌리엄 (KBS) - 제프리 초서 (폴 베타니)
- 길로틴 트래지디 (KBS) - 닐 (에미르 쿠스트리차)
- 나 홀로 집에3 (SBS) - 제니건 (레니 본 돌렌)
- 너티 프로페서 (KBS)
- 나의 그리스식 웨딩 (SBS) - 이안(존 코빗)
- 대부 (KBS) - 폴리(존 마틴오)
- 댓 싱 유 두 (KBS) - 지미 (조너선 셱)
- 더 게임 (KBS)
- 죽음의 표적 (SBS)
- 데이트 소동 (KBS)
- 돈벼락 맞은 사나이 (KBS) - 조교사
- 듄 (SBS) - 조종사(험베르토 엘리존도)
- 드라큘라 2000 (KBS, SBS) - 드라큘라 (제라드 버틀러) (SBS), 셰이드 (대니 매스터슨) (KBS)
- 라스트맨 스탠딩 (KBS) - 힉키 (크리스토퍼 월켄)
- 랜섬 (SBS)
- 레드 플래닛 (SBS) - 페튼김 (사이먼 베이커)
- 레옹 (KBS) - 몰키(피터 애펠) / 마틸다의 택시 운전 기사(아둘 하산 샤리프)
- 러브 인 텍사스 (KBS)
- 로스트 시즌 1~2 (KBS) - 소이어(조시 할로웨이)
- 로미오와 줄리엣(1997년 더빙판) (KBS) - 캐퓰릿가의 일원(다이슨 로벨)
- 리멤버 타이탄 (KBS) - 게리 (라이언 허스트)
- 리틀 니키 (SBS) - 애드리안 (리스 이반스)
- 리플리 (SBS) - 피터 스미스 킹슬리 (잭 대번포트)
- 마이티 덕2 (KBS) - 울프
- 매그놀리아 (SBS) - 필 파머 (필립 시모어 호프먼)
- 매치스틱 맨 (SBS) - 로이 윌러 (니컬러스 케이지)
- 맥멀른가의 형제들 (KBS) - 배리 (에드워드 번즈)
- 맨발의 경영자 (KBS) - 펄스키
- 명탐정 디씨 (KBS)
- 무간도 (KBS) - 피에로(임적안)
- 무림지존 (KBS)
- 무서운 영화 (SBS) - 레이 (숀 웨이언스)
- 물의 무게 (KBS) - 리치
- 미녀 삼총사 2 (SBS) - 시머스 (저스틴 세럭스)
- 미 마이셀프 앤드 아이린(SBS)
- 미스틱 리버 (SBS) - 데이브 보일(팀 로빈스)
- 미이라 1~2 (KBS) - 오코널 (브랜든 프레이저)
- 미치고 싶을 때 (SBS) - 차히트 (비롤 위넬)
- 밀리언 달러 호텔 (KBS) - 미술상, 이지
- 바이센테니얼 맨 (SBS) - 루퍼트 번즈 (올리버 플랫)
- 바텔 (SBS)
- 반지의 제왕: 반지 원정대 (KBS) - 보르미르 (숀 빈)
- 반지의 제왕2 (SBS) - 그리마 (브래드 두리프) / 메리 (도미닉 모나한) / 할디르 (크레이그 파커)
- 반지의 제왕3 (SBS) - 데네소르(존 노블)
- 반헬싱 (KBS1) - 벨칸 왕자 (윌 켐프)
- 백 투 더 퓨처 2 (SBS)
- 북경 자전거 (KBS)
- 브라더스 (KBS) - 야닉 (니콜라이 리 카스)
- 블랙 호크 다운 (KBS) - 에버스만 (조시 하트넷)
- 블러드 워크 (SBS) - 버디 눈 (제프 대니얼스)
- 블레이드 (SBS) - 블레이드 / 에릭 브룩스 (웨슬리 스나이프스)
- 비욘드 랭군 (KBS)
- 투 (KBS)
- 사보타지 (SBS)
- 살아있는 시체들의 밤(1990년) - 벤
- 새 (KBS)
- 성룡의 빅타임 (KBS) - 용일
- 세렌디피티 (SBS) - 라스 (존 코베트)
- 파워레인저 다이노포스 (챔프TV) - 분노의 전사 도골드
- 쉬즈 올 댓 (KBS) - 브록 (매슈 릴라드)
- 슈퍼맨3 (SBS)
- 스네이크 아이 (KBS, SBS) - 권투 선수(아담 플로레스,KBS), 릭(니컬러스 케이지,SBS)
- 스카우트 (KBS) - 스티브 (브랜던 프레이저)
- 스트라이킹 디스턴스 (KBS) - 치캐니스(가레스 윌리엄스) / 보트를 탄 청년(에릭 옌슨)
- 스티븐 킹의 킹덤 (KBS) - 피터(잭 콜먼)
- 스파이더맨 (KBS) - 플래쉬 톰슨(조 맹거넬로) / 퀘스트 남자 직원(제임스 케빈 워드)
- 스페이스 잼 (SBS) -  래리 버드(본인) / 패트릭 유잉(본인) / 초록색 외계인(조이 카멘) / 야구 선수
- 스피드 (KBS) - 스티븐스(앨런 럭) / 직원(로버트 매일하우스)
- 스필버그의 어메이징 스토리 (KBS)
- 식스티 세컨즈 (KBS) - 텀블러 (스콧 칸)
- 신투차세대 (KBS) - 버드 (진소춘)
- 십계 (KBS) - 아론(존 캐러딘) / 군인(헨리 윌콕슨)
- 아나콘다 (KBS) - 게리 (오언 윌슨)
- 아멜리에 (KBS) - 옆집아저씨 / 투우를 좋아하는 작가 / 사진속 남자
- 양들의 침묵 (KBS) - 스탈링의 아버지(제프리 레인) / 필처(폴 라자) / 경찰(알렉스 콜먼)
- 어 퓨 굿 맨 (KBS) - 켄드릭 중위(키퍼 서덜랜드) / 캐피와 샘의 상관(잰더 버클리)
- 여왕 마고 (SBS) - 앙주
- 영웅본색 (SBS) - 경찰(량백견)
- 에일리언4 (KBS) - 크리스티 (게리 도어댄)
- 엑소시즘 (KBS) - 타운샌드 (앨리아스 코테이스)
- 올드 스쿨 (SBS) - 프랭크 리카르드 (윌 페럴)
- 왝 더 독 (KBS) - 제임스 / 감독 (데이비드 코에너)
- 위대한 산티니 (KBS)
- 의뢰인 (KBS) - 클린트 (앤서니 애드워즈) / 하데이 경사 (윌 패튼) / 낸스 / 피자 배달원
- 이터널 선샤인 (SBS) - 조엘 (짐 캐리)
- 인 드림스 (SBS)
- 일 포스티노 (SBS) - 마리오 로폴로 (마시모 트로이시)
- 잉글리시 브라이드 (KBS) - 찰리 (에이든 영)
- 자이언트 (KBS)
- 장지웅심 (SBS)
- 제리 맥과이어 (KBS) - 밥 슈거 (제미 모어)
- 제이콥의 거짓말 (KBS) - 미샤 (리브 슈라이버)
- 제8요일 (SBS) - 조지 (파스칼 뒤켄)
- 조지 클루니의 표적 (KBS) - 스누피(돈 치들)
- 졸업 (KBS) - 호텔 웨이터(클라크 로스) / 주유소 직원(노암 피틀릭) / 칼의 친구
- 중환영웅 (SBS)
- 지 아이 제인 (SBS)
- 차스키 차스키 (KBS) - 아빠 (조지 나카스)
- 천국의 맞은편 (KBS) - 페키 (조 폴로)
- 천사의 손길 시즌9 (평화방송)
- 천장지구 2 (KBS)
- 첩혈쌍웅 (KBS) - 이응 (이수현)
- 컴퓨터 용사 트론 (KBS)
- 크러쉬 (SBS) - 의사(앤드류 에어리)
- 크로우3 (KBS)
- 크로커다일 던디2 (KBS)
- 크림슨 리버2 (KBS)
- 클리프 행어 (SBS)
- 킬 빌 (SBS) - 버드 (마이클 매드슨)
  - 킬 빌 2 (SBS) - 버드 (마이클 매드슨)
- 타락천사 (KBS)  - 가게 남자(오욱호)
- 타임 머신 (SBS) - 우버 몰록 (제러미 아이언스)
- 택시 (KBS)
- 터미널 스피드 (KBS)
- 톰과 허크 (KBS) - 인디언 조 (에릭 슈웨이그)
- 트루 라이즈 (KBS)
- 트리거 이펙트 (SBS)
- 트리플 엑스 (KBS) - 젠더 케이지 (빈 디젤)
- 티파니에서 아침을 (KBS) - 홀리의 초대 손님(마이클 퀸리번) / 기자(찰스 셜록) / 경찰
- 파이어 스톰 (KBS) - 루미스(톰 맥베스)
- 패트리어트 (KBS, SBS) - 게이브리얼 마틴 (히스 레저) (SBS)
- 퍼펙트 스톰 (SBS) - 바비 (마크 월버그)
- 퍼펙트 스트레인저 (SBS) - 남자 (샘 닐)
- 페이스 오프 (SBS) - 캐스터 트로이 (니콜라스 케이지)
- 폭로 (KBS)
- 폭풍탈주 (KBS) - 초우(존 코야마) / 웹스터(패트릭 비숍)
- 프릭스 (SBS) - 크리스 매코믹 (데이비드 아켓)
- 필라델피아 익스페리먼트2 (SBS)
- 하이렌더4 (SBS) - 덩컨 (에이드리언 폴)
- 하일복성 (KBS)
- 황비홍 (SBS)
- 명탐정 브라운 신부 3 7회 숨겨진 요정 (평화방송)

### 게임
- 대항해시대 오리진 - 알렉산더 셀커크
- 헤일로 - 아비터(텔 바다미)
- 블레이드＆소울 - 무신 천진권, 북두검성 건마
- 디아블로 III - 남자 악마사냥꾼
- 파랜드 심포니 - 탈리스
- MXM - 데메노스
- 기동전사 건담 해후의 우주 - 에규 데라즈
- 오버워치 - 사마다 소지로
- 로스트 아크 - 진 매드닉, 남성 NPC
- 사이버펑크 2077 - 사울
- 마비노기 - 크로우 크루아흐
- 메이플스토리 - 티라크, 쿠단, 보스의 매니저
- 스타크래프트: 리마스터 - 골리앗(Goliath)
- 스타크래프트 II - 골리앗
- 리그 오브 레전드 - 다리우스, 루시안, 탐 켄치
- 월드 오브 워크래프트 - 나이트 엘프 남성 목소리, 리치 왕(The Lich King)
- 커맨드 앤 컨커 레드얼럿2 - 유리
- TERA - 엘리온 쿠벨
- 007 제임스 본드: 퀀텀 오브 솔러스 - 르쉬프, 메드라노 장군 등
- 도타2 - 밤의 추격자
- 라이즈 오브 더 툼 레이더 - 콘스탄티
- 진 삼국무쌍 - 나레이션, 감녕
- 회색도시 2 - 주정재
- 웬디의 네버랜드 - 세코 키판스키
- 히어로즈 오브 더 스톰 - 리치 왕 아서스
- 세븐나이츠 - 각성 카일
- 세븐나이츠 레볼루션 - 각성 카일
- 쿠키런: 킹덤 - 아몬드맛 쿠키
- 데스티니 가디언즈2 - 자발라
- 미소녀 닌자 모험기 시리즈 - 와타세 시로
- 마그나카르타 눈사태의 망령 - 페르난 메피스토
- 마그나카르타 진홍의 성흔 - 오르하 듀란
- 엠퍼러 : 배틀 포 듄 - 콜런(프레멘 지도자)

### TV 광고
- 르노삼성 SM5(르노삼성자동차)<한번타면 내리고 싶지않은 차>
- 중흥S클래스(중흥건설)<증흥이 만들면 명품이 됩니다>
- 지엄대우 젠트라(지엠대우)<매너를 아는사람 당신은 젠트라입니다.>
- 르노삼성 SM5(르노삼성자동차) <조금 더' 배려가 큰차이다.>
- <말이 통하는 네비게이션> 소리나비
- 현대카드
- M&M'S
- 다이슨
- 신한금융투자
- 혜전대학교
- 이자녹스 LAHA(LG생활건강)
- 다올부동산신탁
- 3D와이어브라 소프트링 (비비안)
- SM3(르노삼성자동차)
- 맥심 아라비카 100(동서식품)
- 진로 복분자(진로)
- 이튼타워 리버
- 아메리칸 익스프레스(아멕스카드)
- 짜왕(농심)
- 현대캐피탈
- 서울춘천고속도로
- 제주국제자유도시개발센터
- 아이나비
- 아이폰
- 윈스톰(지엠대우)
- 그랜드 스타렉스(현대자동차)
- 꿈에그린(한화건설)
- 푸르덴셜생명
- NH생명화재
- 우미건설
- 헬리코박터프로젝트 윌(한국야쿠르트)
- 일성건설(일성트루엘)
- 120 다산콜센터
- 갤럭시 S3(삼성전자)
- 신한은행
- 캠리(토요타)
- 두산인프라코어
- K9(기아자동차)
- 대한생명
- 한우스테이크버거 (롯데리아)
- KB국민카드
- 쏘나타 디젤(현대자동차)
- 삼성금융그룹
- 백세주(국순당)
- 르노삼성자동차
- 롯데백화점
- AXA 다이렉트
- 인터파크
- 쉐보레
- SK텔레콤
- 우리은행
- 제네시스(현대자동차)
- 그랜저(현대자동차)
- 우리투자증권 옥토 CMA
- RX350(렉서스)
- 지엠대우
- 보해복분자주
- 삼성생명
- 롯데가스보일러
- 메가패스(KT)
- 위니아에어컨(위니아만도)
- 파크랜드
- 정관장
- 핸디캠(소니)
- 랄프 로렌
- 스윙글로브
- 아이오닉(현대자동차)
- 파브(삼성전자)
- 스테이크 하우스버거(버거킹)
- 쉐비케어357(쉐보레)
- 니콘
- 아반떼(현대자동차)
- 트렉스타
- 러블리본즈
- 현대증권
- 디앤샵
- 뷰티폰(싸이언)
- 힐스테이트
- 피자헛
- 파이브헌드레드(포드)
- 올레(KT)
- S80(볼보)
- 모하비(기아자동차)
- 체어맨(쌍용자동차)
- 노비타 비데(노비타)
- 웰컴투 동막골
- 폭풍우치는 밤에
- 크루즈5(쉐보레)
- 메리츠증권
- 지웰
- 달콤한 인생
- 혈의누
- 젝시오
- 스낵면(오뚜기)
- 웰스
- 미래에셋생명
- 애니콜(삼성전자)
- 블루드라이브(현대자동차)
- 씨티은행
- 삼성화재
- 당신의 말을 기다리고 있습니다(공익광고)
- 알페온(지엠대우)
- A6(아우디)
- 올림푸스
- AIA생명
- 레몬에이드(썬키스트)
- 파워텐(명문제약)
- 기획재정부
- LG유플러스
- 대우증권
- 현대해상
- SK이노베이션
- 한국타이어
- 삼성 SLATE PC 시리즈7
- HTC
- 서울우유MBP
- 현대자동차
- 지센
- 손님은 왕이다
- STX
- SM7(르노삼성자동차)
- 라스트에어벤더
- 베리타스(지엠대우)
- SK건설
- 큐리텔
- 남광토건
- 호반건설
- 먹태깡(농심)
- 기아자동차
- 충남도청 이전 신도시
- 리엔 헤어로스컨트롤
- 스카이라이프
- 삼성전자
- 교촌치킨
- 해리포터 (레고)
- 교원
- 삼성
- 도미노 도이치휠레피자(도미노피자)
- 마이녹실
- 베이징장애인올림픽
- 블레이드(SKY)
- 우수농산물인증
- 펜타포트
- 한우스테이크버거 (롯데리아)
- AIG 입원비보험
- 인디안
- 캐논
- 리바트
- 인천경제자유구역
- 비비안 3D와이어브라
- VOLL
- 까스활명수
- KCC 창호(KCC)
- 휴튼(남양휴튼)
- 인디안
- 전기안전 캠페인
- LG텔레콤
- 고려대학교 서창캠퍼스

### 라디오 광고
- 래미안(삼성물산건설부문)
- 삼성증권
- 롯데캐슬
- 현대그룹
- 현대모비스
- 필 하우스(한성건설)
- 후퍼옵틱
- 효성 인텔리안 원더시티]](상림건설)
- 엘크루 메트로시티(대우조선해양건설)
- 라세티(지엠대우)
- 블루핸즈(현대자동차)
- 쏘나타 하이브리드(현대자동차)
- 지엠대우 오토카드
- 한국투자증권
- 큐닉스 컴퓨터
- STXW타워(STX건설)
- 보성녹차(동원F&B)
- 액티언 스포츠(쌍용자동차)
- 스포티지(기아자동차)
- 양우건설
- K7(기아자동차)
- 한라비발디(한라건설)
- 신동아건설
- 이안(대우자동차판매건설)
- 더루벤스카운티
- 싼타페(현대자동차)
- 쏘나타(현대자동차)
- 프리우스(토요타)
- 코란도C(쌍용자동차)

### 다큐
- 2007.04.18 EBS 다큐10+ <버블보이 - 무균실에서 마친 12년의 삶>
- 2007.07.26 EBS 다큐10+ <사이먼 샤마의 미술 특강> 제4부 윌리엄 터너
- 2007.10.02 EBS 다큐10+ <산이 지닌 모든 것, 그랜드 티턴>
- 2007.11.12 EBS 다큐10+ <아테네> 제1부 민주주의의 발상지를 가다
- 2007.11.13 EBS 다큐10+ <아테네> 제2부 민주주의 실험이 가져온 황금기
- 2008.06.09 EBS 다큐10+ <시튼 동물기> 제1부 늑대왕, 로보
- 2008.06.19 EBS 다큐10+ <시튼 동물기> 제2부 회색곰 워브의 일생
- 2009.04.13 EBS 다큐10+ <바다의 괴물고기, 흑돔>
- 2009.05.04 EBS 다큐10+ <흰 모래 사막의 신비>
- 2009.05.29 SBS 특집 다큐 <나를 바꾼 일주일 - 탄소제로 마을을 가다>
- 2009.08.05 EBS 다큐10+ <핵무기 개발 첩보전> 제1부 핵전쟁의 위기
- 2009.11.10 MBC 프라임 <당신의 슈퍼 히어로>
- 2009.12.14 EBS 다큐10+ <천둥의 야수, 아메리카 들소>
- 2010.01.25 EBS 다큐10+ <늑대의 산>
- 2012.04.19 EBS 다큐10+ <전설 속의 괴물, 대문어를 찾아서>
- 2013.03.05 EBS 다큐10+ <기이한 공룡의 세계>
- 2013.07.02 EBS 다큐10+ <독에 관한 놀라운 진실>
- 2013.07.09 EBS 다큐10+ <인류 최악의 가상 시나리오> 제1부 인구과잉의 악몽
- 2013.07.10 EBS 다큐10+ <인류 최악의 가상 시나리오> 제2부 태양의 노화 경고
- 2013.07.11 EBS 다큐10+ <인류 최악의 가상 시나리오> 제3부 지구 자전 정지의 재앙
- 2013.08.05 EBS 다큐10+ <칼라하리>
- 2013.11.06 EBS 다큐10+ <습지 미라의 비밀>
- 2014.01.14 EBS 세계의 눈 <남미의 들개들>
- 2014.01.28 EBS 세계의 눈 <거인의 몰락, 코끼리>
- 2014.02.18 EBS 세계의 눈 <낙타가 사는 법>
- 2014.03.22 EBS 세계의 눈 <치명적인 암살자, 전갈>
- 2014.04.26 EBS 세계의 눈 <거인의 몰락, 코끼리>
- 2014.05.03 EBS 세계의 눈 <무인 항공기의 실체>
- 2014.05.18 EBS 세계의 눈 <대자연 속으로 - 캐니언랜즈 국립공원>
- 2014.06.01 EBS 세계의 눈 <대자연 속으로 - 애팔레치아 트레일>
- 2014.06.08 EBS 세계의 눈 <브라질 월드컵 성지, 마라카낭 경기장>
- 2014.06.14 EBS 세계의 눈 <신기한 자연> 제1부 쥐떼의 창궐과 고래의 떼죽음
- 2014.06.15 EBS 세계의 눈 <신기한 자연> 제2부 야광바다와 싱크홀
- 2014.07.13 EBS 세계의 눈 <제1차 세계대전> 제1부 살육의 시작
- 2014.07.20 EBS 세계의 눈 <제1차 세계대전> 제2부 지옥의 전투
- 2014.07.26 EBS 세계의 눈 <미제 사건 파일>
- 2014.07.27 EBS 세계의 눈 <제1차 세계대전> 제3부 끝나지 않은 전쟁
- 2014.08.03 EBS 세계의 눈 <가오리 뛰어오르다>
- 2014.08.17 EBS 세계의 눈 <영리한 사냥꾼, 왕새매>
- 2014.08.24 EBS 세계의 눈 <도나우의 사계>
- 2014.09.21 EBS 세계의 눈 <악어로 살아남기>
- 2014.09.28 EBS 세계의 눈 <슈퍼 화산을 찾아서>
- 2014.10.12 EBS 세계의 눈 <번식기의 해양생물>
- 2014.10.18 EBS 세계의 눈 <시나리오 : 미국 최후의 날>
- 2014.12.13 EBS 세계의 눈 <재난과 구조> 제1편 폭탄테러
- 2014.12.14 EBS 세계의 눈 <재난과 구조> 제2편 붕괴사고
- 2014.12.20 EBS 세계의 눈 <재난과 구조> 제3편 눈사태
- 2014.12.21 EBS 세계의 눈 <재난과 구조> 제4편 토네이도
- 2015.01.03 EBS 세계의 눈 <손발 잃은 등반가의 아름다운 도전>
- 2015.01.10 EBS 세계의 눈 <바다의 숲>
- 2015.02.15 EBS 세계의 눈 <신기한 자연> 제1부 쥐떼의 창궐과 고래의 떼죽음
- 2015.02.22 EBS 세계의 눈 <신기한 자연> 제2부 야광바다와 싱크홀
- 2015.03.15 EBS 세계의 눈 <절벽 위의 곡예사, 누비아아이벡스>
- 2015.03.28 EBS 세계의 눈 <화산속으로>
- 2015.04.18 EBS 세계의 눈 <무리의 힘>
- 2015.04.26 EBS 세계의 눈 <시레토코의 불곰>
- 2015.05.02 EBS 세계의 눈 <오리 이야기>
- 2015.05.30 EBS 세계의 눈 <노르망디 상륙 작전, 디데이>
- 2015.06.13 EBS 세계의 눈 <독일의 대자연 - 해안>
- 2015.06.20 EBS 세계의 눈 <독일의 대자연 - 산>
- 2015.06.27 EBS 세계의 눈 <독일의 대자연 - 숲>
- 2015.07.04 EBS 세계의 눈 <독일의 대자연 - 강과 호수>
- 2015.07.25 EBS 세계의 눈 <극한의 바다 - 베링해>
- 2015.08.01 EBS 세계의 눈 <극한의 바다 - 알레스카 만>
- 2015.08.08 EBS 세계의 눈 <극한의 바다 - 북대서양>
- 2015.09.05 EBS 세계의 눈 <참새들이 사는 세상>
- 2015.09.06 EBS 세계의 눈 <살아 숨 쉬는 지구> 제1부 알버트 단층
- 2015.09.13 EBS 세계의 눈 <살아 숨 쉬는 지구> 제2부 보르네오
- 2015.09.20 EBS 세계의 눈 <살아 숨 쉬는 지구> 제3부 서고츠 산맥
- 2015.09.27 EBS 세계의 눈 <살아 숨 쉬는 지구> 제4부 중국
- 2015.10.04 EBS 세계의 눈 <살아 숨 쉬는 지구> 제5부 나미브 사막
- 2015.10.11 EBS 세계의 눈 <살아 숨 쉬는 지구> 제6부 중앙아메리카
- 2015.10.18 EBS 세계의 눈 <신기한 자연> 제1부 우연한 여행자들
- 2015.10.25 EBS 세계의 눈 <신기한 자연> 제2부 외계 생물의 침공
- 2015.10.31 EBS 세계의 눈 <새먼 강에서의 일년>
- 2015.11.01 EBS 세계의 눈 <신기한 자연> 제3부 죽어야 사는 동물들
- 2015.11.21 EBS 세계의 눈 <태양의 땅, 바하우>
- 2015.11.28 EBS 세계의 눈 <신비로운 북해 - 독일에서 노르웨이까지>
- 2015.11.29 EBS 세계의 눈 <신비로운 북해 - 노르웨이에서 네덜란드까지>
- 2015.12.05 EBS 세계의 눈 <세렝게티의 방랑자 검은꼬리누>
- 2015.12.19 EBS 세계의 눈 <인류 최악의 가상 시나리오> 태양의 노화
- 2015.12.20 EBS 세계의 눈 <인류 최악의 가상 시나리오> 지구 자전 정지의 재앙
- 2015.12.26 EBS 세계의 눈 <인류 최악의 가상 시나리오> 석유 에너지의 고갈
- 2016.01.02 EBS 세계의 눈 <아기 곰 성장기>
- 2016.01.10 EBS 세계의 눈 <남미의 들개들>
- 2016.01.16 EBS 세계의 눈 <사자와 하마, 야수의 대결>
- 2016.01.23 EBS 세계의 눈 <위기의 북극곰>
- 2016.01.30 EBS 세계의 눈 <불개미 군단>
- 2016.02.07 EBS 세계의 눈 <화산속으로>
- 2016.02.14 EBS 세계의 눈 <진짜 공룡을 찾아서>
- 2016.02.29 MBC MBC 스페셜 <3.1절 특집 일본의 또 다른 얼굴, 카운터스 행동대(男組)>
- 2016.03.05 EBS 세계의 눈 <절벽 위의 곡예사, 누비아아이벡스>
- 2016.03.27 EBS 세계의 눈 <극한의 바다 - 베링 해>
- 2016.04.03 EBS 세계의 눈 <극한의 바다 - 알래스카 만>
- 2016.04.17 EBS 세계의 눈 <극한의 바다 - 북대서양>
- 2016.05.01 EBS 세계의 눈 <기린을 지켜라>
- 2016.05.07 EBS 세계의 눈 <무리의 힘>
- 2016.05.08 EBS 세계의 눈 <북미 대륙의 탄생> 제1부 땅
- 2016.05.15 EBS 세계의 눈 <북미 대륙의 탄생> 제2부 생물
- 2016.05.22 EBS 세계의 눈 <북미 대륙의 탄생> 제3부 인간
- 2016.05.28 EBS 세계의 눈 <산호초의 주먹대장 갯가재>
- 2016.06.12 EBS 세계의 눈 <오제 습지의 신비>
- 2016.06.19 EBS 세계의 눈 <지중해의 외딴 섬, 알보란>
- 2016.06.25 EBS 세계의 눈 <하늘의 제왕, 참수리>
- 2016.07.03 EBS 세계의 눈 <마라 강의 생존자>
- 2016.12.18 EBS 세계의 눈 <바다, 천 년의 여정>

### 라디오 드라마

#### 라디오 극장(KBS 한민족 방송)
- 2017.04.01~2017.04.30 조두진 作 <결혼 면허> - 강현석
- 2017.12.01~2017.12.24 도진기 作 <악마는 법정에 서지 않는다> - 조현철
- 2018.01.01~2018.01.31 김호연 作 <고스트 라이터즈> - 오진수
- 2018.08.01~2018.08.31 박형근 作 <스페이스 보이> - 칼
- 2018.10.01~2018.11.30 김대현 作 <나의 아로니아 공화국> - 김강현
- 2019.03.01~2019.03.29 강지영 作 <페르몬 부티크> - 남타신

라디오 독서실 (KBS 한민족 방송)
- 2001.10.07 전경린 作 난 유리로 만든 배를 타고 낯선 바다를 떠도네
- 2002.02.17 권지예 作 섬 (용빈)
- 2003.01.05 김나정 作 비틀즈의 다섯 번째 멤버 (사내)
- 2003.07.20 채영주 作 바이올린맨 (삼촌)
- 2003.11.16 김영하 作 이사 (사내)
- 2004.02.08 정창근 作 남사당의 노래 (전동)
- 2004.09.05 전수찬 作 어느덧 일주일 (남편)

KBS 무대 (KBS 한민족 방송)
- 2000.02.13 제 3초소의 전설
- 2001.04.01 K의 꿈
- 2005.06.11 아무도 모른다 (김학수)
- 2006.07.15 사랑하니까 (김명석)
- 2010.04.03 선택

기타 작품 (KBS)
- 2004.06.06 KBS 생방송 해피선데이 '추리극장' 6회 (최반장)
- 2005.06.05 KBS 다큐멘터리 인물과 사건 - 범죄 피해자, 범죄의 악몽에서 빛을 찾다 (김기환)
- KBS 엄길청의 성공시대 제11화 이두범 고물장수의 재활용 인생
- 2004.07.19 ~ 2004.07.30 KBS 엄길청의 성공시대 제20화 이영석의 총각네 야채가게

#### EBS
라디오 문학관 (EBS)
- 2004.02.12 ~ 2004.02.14 EBS 라디오 문학관 - 서기원 作 암사지도
- 2005.01.03 ~ 2005.01.05 EBS 라디오 문학관 - 박경리 作 불신시대
- 2005.01.31 ~ 2005.02.02 EBS 라디오 문학관 - 김주영 作 외촌장 기행
- 2005.03.28 ~ 2005.03.30 EBS 라디오 문학관 - 푸쉬킨 作 스페이드의 여왕
- 2005.05.09 ~ 2005.05.11 EBS 라디오 문학관 - 앙드레 지드 作 돌아온 탕자
- 2005.05.26 ~ 2005.05.28 EBS 라디오 문학관 - 호손 作 젊은 굿맨 브라운
- 2005.06.16 ~ 2005.06.18 EBS 라디오 문학관 - 헤밍웨이 作 킬리만자로의 눈
- 2005.07.20 ~ 2005.07.23 EBS 라디오 문학관 - 입센 作 인형의 집

조경란의 라디오 문학관 (EBS)
- 2005.10.24 ~ 2005.10.29 EBS 조경란의 라디오 문학관 - 루이제 린저 作 생의 한 가운데
- 2005.12.19 EBS 조경란의 라디오 문학관 - 크리스마스 단편 1 김연수 作 뉴욕제과점
- 2005.12.20 EBS 조경란의 라디오 문학관 - 크리스마스 단편 2 도스토 예프스키 作 불쌍한 아이들의 크리스마스
- 2005.12.21 EBS 조경란의 라디오 문학관 - 크리스마스 단편 3 헤르만 헤세 作 두 개의 동화가 있는 크리스마스
- 2005.12.22 EBS 조경란의 라디오 문학관 - 크리스마스 단편 4 안데르센 作 전나무 이야기
- 2005.12.23 EBS 조경란의 라디오 문학관 - 크리스마스 단편 5 톨스토이 作 사랑이 있는 곳에 신도 있다
- 2005.12.24 EBS 조경란의 라디오 문학관 - 크리스마스 단편 6 O.헨리 作 크리스마스 선물
- 2006.01.16 ~ 2006.01.21 EBS 조경란의 라디오 문학관 - 에밀리 브론테 作 폭풍의 언덕

라디오 소설 (EBS)
- 2012.06.18 ~ 2012.06.22 EBS 라디오 소설 - 윤흥길 作 아홉켤레의 구두로 남은 사내 (권씨)

라디오 인물열전 (EBS)
- 2014.04.10 ~ 2014.04.18 EBS 라디오 인물열전 - 로댕 (로댕)

### 방송
- 《도전! 지구탐험대》 (KBS2) - 2003년 4월 13일 출연
- 《체험 삶의 현장》 (KBS2)
- 《가족오락관》 (KBS1) - 2002년 12월 28일 출연

### 드라마
- 《제4공화국》 (MBC) - 전남대 학생
- 《코리아 게이트》 (SBS)

### 영화
- 《대결》- 구청공무원 음성출연
- 《보는 것을 사랑한다》 (다큐멘터리)

### 비디오
- 《빙그레 메이커를 위하여》(빙그레)
- 《현대모비스 "배틀 로얄 카 레이싱, DOA 2022" - MARS, KILLA, NA

### 인터넷
- 《레인보우 살인사건》(옛날방송국) - 김채훈
- 《사이버 파이터》(세이캐스트) - 정요중